# 桂春団治 (初代)
初代 桂 春団治（かつら はるだんじ、1878年8月4日 - 1934年10月6日）は、上方落語の落語家。
従来の古典落語にナンセンスなギャグを取り入れた大胆な改作をはかり、天才的かつ巧みな話術で、爆笑王として人気を集め、戦前の上方落語界のスーパースター的存在となった。当時の先端技術でもあったレコードに落語を吹き込んだ。「奇行」とも評された奔放な私生活がのちに伝説化し、脚色が加えられ、小説、演劇、歌謡曲などの題材となった（後述）。
本名は皮田 藤吉。最後の妻・岩井 志うとの結婚では春団治が婿入りという形をとったため、以後、本名は岩井 藤吉と変わった。

## 来歴
父・友七、母・ヒサのもと、大阪市中央区高津町二番地、現在の高津宮附近に生まれる。4人兄弟の末っ子（長男・徳次郎、長女・あい、4歳年上の次男・元吉、三男・藤吉。元吉はのちに春団治同様落語家となり2代目桂玉団治を名乗る）。ただし、弟子の初代桂小春団治（後の舞踊家・花柳芳兵衛）らに次のように語っている。「わしは十一人目の子で、親が四十二の厄の年にできたのだ。それで厄年にできた子は、うちで育てては丈夫な子にはならない。これは、どこぞへ捨てるべきだ、というような迷信があったそうです。それで自分は高津二番町から、ほど遠くない下大和橋へ生れて間もない、まだ春団治となるとも、ならんともわからない、みず児を捨てたのです。そして人をもってすぐに拾いにいかせるように、手配してありましたが、どういうふうに間違うたのか、いく者がちょっと遅れたために、見ず知らずの人がこれを拾って、警察へ届けたのです。いってみると子はそこにはおらなんだ。南の警察へいって事情をいうて、この子をやっともらい受けてきた。おれは生まれたときから咄家になる素質ができとった。そんな経歴がある」。藤吉は木下藤吉郎のように出世することを願ってつけられた。
父は染皮細工を生業とし、主に煙草入れなどを製造していた。祖先は皮多と呼ばれる大阪の被差別部落民で、皮田という苗字も代々の生業を表すものである。ただし、春団治自身は自らが皮多出身であることを特に恥じることなく、座談会でも堂々と「宅の親爺が革屋でな、その下弟子の仕事場で逢うたんです」「革屋の藤やんで丁稚扱いだす」等と発言していたという。
小学校卒業後、丁稚奉公に出るが、長続きせず、十数軒を転々としたとされる。やがて1895年、初代桂文我に入門、三友派の桂我都（がとう）を名乗る。1903年10月、7代目桂文治（当時は2代目桂文団治）門下に移り、桂春団治に改名。名跡としては記録に残る限り2人目の春団治であったが、初代と扱われる（後述）。大正初年、一時三友派から他派へ走ったとき「喜楽家独身」と名乗ったことがある。法善寺筋の紅梅亭などの寄席で人気が爆発。1914年に真打昇進。
1918年、師匠・7代目文治の引退興行で、東京から駆けつけた弟弟子2代目桂米丸（後の2代目小文治）を可愛がっていた4代目橘家円蔵と春団治は舞台上で衝突。円蔵が、引退する文治のことよりも、米丸を引き立てる言葉ばかりを述べたため、怒った春団治は、止めに入った米丸を蹴倒してから、いきなり舞台に上がり、円蔵を罵ったのだという。この件がきっかけになったのか、同年、春団治は妻・志うの莫大な資産を用いて浪花派を立ち上げるが、春団治には経営の才能が全くなく、新勢力・吉本興業の人気もあり、2年後には解散（この時に背負った大借金が、後の吉本入りと、借金をかたにした吉本による束縛への伏線となる。一方の米丸は、大阪に戻ることができなくなって生涯東京で活躍することになり、とうとう東京落語界の幹部、芸術協会副会長にまで上り詰める）。1921年、吉本興業に移籍。
晩年は胃癌に苦しみ、入退院を繰り返した。「これでわいも依願（胃癌）免官やなあ」とか、忠臣蔵の勘平の科白をもじって「かく（膈、胃癌のこと）なり果つるは利の当然。」などと、苦しい駄洒落を飛ばして寂しそうに笑っていたという。弟子の初代小春団治に「春団治」名を譲る計画をしていたが断念。さらに最晩年は自身が桂大掾、小春団治が桂小掾を名乗る計画も立てていたが実現しなかった。1934年、胃癌により死去。享年57。死後、天王寺にある一心寺に骨仏として葬られたが、大阪大空襲で他の骨仏とともに焼失。終戦後にそれらの骨仏から作られた第七期骨仏に、彼の遺骨が含まれている。

### 代数について
岩井藤吉の春団治よりも先に文団治門下に「春団治」を名乗る落語家が存在していた。ただし、寄席の席亭（大阪市西区立売宍喰屋橋・圭春亭）を兼業していた「セミプロ」で、早世した（明治20年代末に没したとされる）とされているため、この春団治は代外とされ、岩井藤吉の春団治を初代として扱っている。この「零代目」春団治の本名、享年などの詳細な情報は発見されておらず、不詳のままとなっている。3代目春団治はこの事実をふまえ、所属する松竹芸能ホームページのインタビューにて「4代目は誰か決まっていますか？」との質問に対し、「4代目はこのボクや」と返答していた。

## 芸風・挿話
- 得意ネタは『いかけ屋』『うなぎ屋』『へっつい盗人』『ちしゃ医者』『からし医者』『野崎詣り』『寄合酒』など。その多くはSPレコードに残されている。現在はほぼ全作品がCD化されている。
- 残された音源からもわかるように、独特のあくの強いだみ声でギャグが機関銃のように繰り出される。当時のレコード盤の録音時間が片面3分という制約もあり早口で演じねばならず、かえってスピード感を増したものになっており、現在でも通用する笑いとなっている。
- 新しいことから眼を離さず、寄席の下足番に変装して客から最新の情報や何を求めているかを絶えず研究するなどして落語の新演出を行っていた。残されたレコードからも、古典落語の中に、関東大震災に因んだギャグや、路面電車や開通間もない大阪電気軌道（現:近鉄奈良線）、活動写真（映画）、ビールに洋食、自転車、マント、シャッポ（帽子）、道頓堀行進曲、飛行機、扇風機、など当時の話題や最新の風俗となったものが次々飛び出し、春団治の旺盛な研究心が見られる。
例えば、「ちしゃ医者」では医者がシルクハットをかぶって駕籠に乗ろうとして入れず大騒ぎになったり、「近日息子」では洋食屋の店員がホースの水を撒き散らして店内を混乱させたり、「うなぎ屋」ではうなぎ屋のオッサンをウナギをつかんだまま電車にのせてしまうナンセンスな演出の使用や、また独自のオノマトペ（「ジャジャアアジャアジャア…ポトン、チョビン…」＝小便、「カラカッチカッチ」＝拍子木、「ベリバリボリベリ」＝板塀の破壊音）の多用などで笑いの効果を増幅している。このようなやり方は観客に大いにうけたが、古くからの落語愛好家には「邪道」として非難された。
このように春団治が「邪道」として非難されたのは、春団治の人気に追随しようとする多数の落語家までもがその模倣を始めたからであった。春団治以前の爆笑王であった2代目桂米喬や初代桂枝雀の場合も、同じく観客の絶大な人気を得たが、彼らが「邪道」として非難されることは決してなかった。それは、彼らの爆笑芸があくまで一代限りのものであり、特別なものであると自他共に任じていたからである。
しかし、春団治の時代には観客はより強い刺激や笑いを求めており、漫才が急激に勃興し、かつての落語中心の寄席は既に消滅しようとしていた。舞踊や音曲などの諸芸で客の気を引こうとする傾向は以前からあったものの、春団治の発明した多数のクスグリは、苦しい立場に追いやられつつあった他の落語家にとっても救いの一手となり、ここに多数の模倣者を生み出すことになる。だが春団治自身、芸のあり方や人気にかなりの重圧を感じていて、寄席に出る前に酒屋で飲みながら「飲まな、こんなことやってられん。」とこぼしていたという。
- 常に笑いをとることに終始し、彼が高座に上がると客席は爆笑の渦に巻き込まれた。中には笑いすぎて生理現象をもよおし便所に駆け込む者もいた。先輩の2代目曽呂利新左衛門は「春の奴が出たら客はいっこも浮きよらんのやが、あいつが高座降りると客みな浮きよるんでどんならん。」（浮く＝途中で席を立って帰ること）とこぼしていた。
  - 大阪だけでなく、東京の落語家にも春団治の落語は高い評価を受けた。昭和初期、大阪の寄席に出演した東京の爆笑王・柳家金語楼は春団治の巧さには降参し暇さえあれば正岡容とともに彼の高座を貪欲に聴いて研究し、戦後、「ありゃ立派な名人です。名人でなきゃあんな馬鹿々々しいこといって、とても場がもてるもんじゃありません。」と証言している。また9代目桂文治は、大阪の修業時代に初代春団治に傾倒し、当時の師匠・2代目桂三木助を散々困らせたと証言している。
また、寄席随筆で知られる正岡容も春団治を絶賛し、その自由奔放な笑いの追求の影に、厳しい芸の鍛錬があったことを強調し、「大阪弁へ、酢を、胡椒を、醤油を、味の素を、砂糖を、蜜を、味淋を、葛粉を（中略）大胆奔放に投げ込んで、気随気儘の大阪弁の卓袱料理を創造した畸才縦横の料理人」と評した。[6]
- 1930年11月、吉本興業主催「落語講談長演会」での高座を新聞で酷評された春団治は、その8日目に、先日の記事を書いた記者（恐らくアンチ春団治であったサンデー毎日編集長渡辺均）が客席にいるのを確認すると、得意の『阿弥陀池』を取り止め、持ちネタでは唯一の人情噺『子は鎹』（『子別れ』の後半部）をたっぷりと演じてみせ、観客を感動させた。後日、新聞記事には「名人春団治を聴く」と書かれてあった。『子は鎹』は、師匠の文我が「お前も泣ける噺を一つくらい持ってたらええやろ。何かの役にたつさかい」と教えてくれたネタであった。春団治の芸の巧さ、底の深さを今に伝える有名な挿話である。
- 春団治が手本としたのは、2代目桂米喬であったと、その実子である桂小米喬や、2代目林家染丸が証言している。米喬は春団治の兄弟子で、春団治がその名跡を継ぐという話もあったという。
- 大阪府立上方演芸資料館（ワッハ上方）は、初代春団治ゆかりの羽織と懐中時計を所蔵している。春団治から羽織を譲り受けたのは岡本文弥で、それを受け継いだ柳家小三治が寄贈した。懐中時計は初代春団治→二代目春団治から露の五郎兵衛に譲渡されたもの[7]。

## 弟子
初代春団治の「弟子」には、内弟子（または通いの弟子）として落語の修行を積んだ者と、直接師事したわけではないが、その門下として認められ、ゆかりの名前を与えられた者とがいる。よって初代春団治の「弟子」は数多く存在し漫才などの色物に転じた者も多い。
- 初代桂春輔
- 初代桂福団治（後の2代目桂春団治）
- 3代目桂玉団治
- 桂団治
- 桂団丸
- 初代桂小春団治（後の舞踊家の花柳芳兵衛）
- 桂小春
- 桂若春（後の漫才師流行亭歌麿）
- 2代目三遊亭百生

他にも落語系圖には春駒、喜劇に転じた曾我廼家蝶五郎、春造、春之助、お蝶、足が不自由であった珍団治（元4代目笑福亭松鶴門下の笑福亭半鶴）と馬団治、春三郎、漫才の柳家雪江、春子、九団治、東団治、えび団治、秋団治らが掲載されている。

## 人物・エピソード
初代春団治には多くのエピソードがあるが、真偽不明で、真相が異なるとみられるものも数多い。春団治本人が吹いた駄ボラ、取り巻きの人々が半ば意図的に作り出した話（花月亭九里丸『すかたん名物男』など）、芝居・歌謡の脚色がいつしか事実として広められたものなど発信源は多岐にわたるが、それらが全て伝説として語られるようになるほど、魅力的かつ破天荒な人物であった。大阪弁で言う「やたけた」「ごりがん」「すかたん」といった性格を全て併せ持つ、その憎めない振る舞いは、当時も現在も、人々からはむしろ共感・同情の目で見られている。

### 結婚
- 1907年、師匠・文団治の紹介で京都の旅館の娘・東松トミを嫁に迎えるが、当時の春団治は別の女性（後の小説や芝居で「おたま」とされる人物）と同棲中で、師匠の顔を潰すわけにいかない春団治はトミに対して女性を「姉だ」と偽り、そのまましばらく3人で生活した[5][8]。
- 1917年、先妻・トミと離婚し、医療品問屋・岩井松商店の後家、岩井志うの入り婿となった。これが「後家殺し」の異名の由来である。
- トミは春団治が貧乏の極みにあったときも黙々と夫を支え、金銭感覚のない夫の代わりに内職で生計を立てていた。後妻の志うは世間知らずな上に、完全に春団治に惚れ切っていたため、その莫大な資産を全て春団治に使い果たされても、文句も言わず、喜んで金銭を出してやっていた。一方の春団治も、周囲の者に志うのことを「御寮人さん」と呼ばせ、常に顔を立てていた。ともかくも、この二人の間に夫婦の愛情があったことは疑い得ない。後年、志うは酒で身体を壊し晩年の春団治の看護ができなくなり、先妻トミと、トミと春団治の間にできた一人娘が看病していた。志うは夫の死後、奈良県桜井市の親戚に引き取られ、翌年、その家の玄関脇の小部屋で寂しく世を去ったという。享年67。

### 突飛な言動、借金
- 贔屓客にそそのかされて寒い冬の夜に道頓堀に飛び込んだり、「ネズミにかじられた」と言って羽織の紋にネズミの絵を描いたり、客席から高座にあがったりするなどの意表をついた行動で話題をさらった。また、金貨を羽織の紐に金時計をちらつかせるなどの反面、地方の小屋では真っ裸で高座にあがったりなどもした。
- 「自宅から寄席まで特注の真っ赤な人力車で通った」とよく言われる。同じ長屋に住んでいた初代日吉川秋水と「どちらが先に人力車で楽屋入りできる身分になれるか」と張り合い、借金漬けの自身にちなみ、「火の車」を掛けて、無理をして仕立てた[5]、という逸話が伝わるが、実はこれは伝説の類いで、先妻のトミや、当時の弟子、女中までもが否定している。この赤い人力車の話は、3代目桂文三のエピソードが春団治に付会されたものらしい。
なお、2代目春団治はこの伝説にちなみ、独演会のプロモーションとして泥除けを赤く塗った人力車に乗った。3代目春団治は襲名時や天満天神繁昌亭が開場した際、特注の真っ赤な人力車に乗車し、4代目春団治も襲名時に赤い人力車（3代目が天満天神繁昌亭の開場時に乗ったものと同一）に乗っている。
- 数多い録音の中でも、1925年には大阪の住吉にあった「ニットーレコード（日東蓄音機）」の協力のもと、本物の煎餅でレコードを作ったことがある。1926年1月に天理教大祭の人出の多さを当て込んで売り出されたが、値段の高さや、あいにくの雨で煎餅の多くが湿気ったことなどで殆ど売れず、春団治は大損した。
- 春団治が所属していた当時の吉本は、芸人が放送番組に出演すると寄席への観客数が減ると考え、これを厳禁していた。そのさなか、春団治はあえて禁を破り、吉本に内緒で勝手に大阪放送局と出演を交渉。1930年12月7日、ラジオ番組に生出演し[9]、一席演じた。吉本では、突如ラジオから春団治の声が流れ始めたために大騒ぎとなり、すぐさま社員が放送を中止させるため上本町のスタジオにかけつけたが、スタジオはもぬけのから。春団治は先手を打って丸物百貨店にあった京都のスタジオから放送していたのであった[10]。放送に同行した娘の東松ふみ子によれば、前日に京都入りし、買い物を装ってふみ子を連れ、荷物用のエレベーターで密かに建物に入る用心をしたという。ただしそこにも吉本の社員が駆けつけ、窓越しに春団治に何かを叫んでいた、とふみ子は回想している[10]。新聞の番組表にも春団治の名は伏せられた。NHK大阪放送局には、ゴム印で急遽「桂春団治」の名が挿入された当時の日録の番組表が保存されている。そこには『祝い酒』を演じた[10]、と記録されており、『黄金の大黒』あるいはSP盤で『祝い酒』として演じている『寄合酒』のどちらかを演じたと考えられる。その日録によれば、ギャラは170円だった。周到な計画による違反行為として吉本側は春団治を謹慎処分にした。
このラジオ事件の翌日、吉本興業側の訴えにより、遂に財産差し押さえの仮執行が行われた。この際、執行官から差し押さえの紙を奪い、「もしもし、この口押えはらしまへんのか。これあったら何ぼでもしゃべりまっせ。」と自分の口へ貼り付け、「後はこの私を持っていかはったら?」とアピール。この一件は写真付きで新聞にも大きく取り扱われた[11]。
しかし、この放送の聴取者が寄席に殺到する事態となり、吉本の文芸部長橋本鐵彦は、社長の林正之助に「ラジオの力を認めないわけにいかない」と、和解を進言した。この事件は結果として今日に繋がる吉本の対マスコミ路線を築いたこととなる[10]。
- 晩年の春団治は長年の浪費と莫大な負債とで生活が苦しく、ある日贔屓に呼ばれて貧相な服装で料理屋に来たときは、あまりの下駄の汚さに店の者が驚いたという。
- 高座で下ネタや艶笑噺を好んで演じていたが、そのたびに臨検席の警官から注意を受け警察署に連行された。始末書を書かされ一円八十銭の罰金を支払って釈放されるのだが、見かねた弟子の桂我蝶（のちの2代目三遊亭百生）から「師匠、ええかげんにしなはれ。」と忠告されると、逆に春団治は「あんな安い広告あるかい。わしが捕まって新聞載ったら客がようけ来るやないか。」と気にもとめず、何度も演じるため、終いには警官の方が責任を追及されるのを恐れて席を立ってしまった。

### 師匠や弟子との関係
- 若い頃、しばしば師匠をしくじっている。自分より芸歴の浅い噺家（桂小団治）が売れ出したのを妬み、ある夜、人力車で帰宅するところを襲撃、半死半生の目に合わせてみれば師匠の文治であったという。春団治はそのまま京都に高飛びして数ヶ月逃げ回った。
- 実生活では、面倒見の良い好人物で、気に入れば誰でも弟子にとった。
- 平生「芸人は借金しろ」と高言していたが、実際借金まみれになると一転。病床を見舞った初代桂小春団治に「オイ、芸人は借金したらあかんで。」と忠告し、小春団治は「今ごろ、もう遅いわい」と思った[12]。

### その他
- 通天閣・初代中村鴈治郎とならび、「大阪三大名物」と謳われた。
- 遺された写真は何故かとぼけた、面白い表情の物が多く、滑稽なポーズで決められている。みうらじゅんが言う「関西仕事」のポーズの嚆矢とも言える。
- 春団治は大工仕事が玄人はだしで、自宅の造作も自分でしていた。春団治の前半生は不明な点が多いが、大工の徒弟であった可能性は否定できない。弟子の初代桂小春団治（花柳芳兵衛）が入門した際、小春団治のためだけに2階を自ら増築した。
- 生涯文字が読めず、預金通帳の数字もわからなかった。若き日の4代目三遊亭円馬がまだ大阪でとん馬と名乗っていたころ、春団治に「とんちゃん、わいの通帳なんぼあるかみてくれへんか。」と言われ、見れば、現在では数千万単位の貯金で、持つ手が震えたと証言している。字を自分で書くのもあまり得意ではなく、代筆を弟子が担当した。
- 食事は、家族から使用人、弟子、ペットまで連れ出して、近くの食堂でにぎやかに食べるのを好んだ。好物は半助と呼ばれる鰻の頭部であった。ちなみにペットは猫2匹と猿1匹を飼っていた。

### 語録
- 名を上げるためには、法律に触れない限り、何でもやれ。芸者と駆け落ちなど、名を売るためには何べんやっても良い
- 借金はせなあかん
- 芸人は衣装を大切にせよ
- 自分の金で酒呑むようでは芸人の恥
- 使用人は時間に寝かさなあかん。弟子に時間は無し
- 女は泣かしなや

## 桂春団治を扱った作品

### 小説
- 『小説 桂春団治』（長谷川幸延）- 映画や芝居の元ネタとなったのが、この小説である。発表からだいぶ経った後、大幅加筆し、単行本として刊行した（1962年）。

この小説ではいくつかの点において実録から設定を変更している。
有名な「自宅家財差し押さえ」のエピソードは、実際には吉本興業が引き起こしたものであるが、それを隠蔽し、レコード会社間の争い（実録では、春団治は全く関わっていない）によって引き起こされたと書きかえてある。実録では、差し押さえの原因にはレコードは無関係である。

### 舞台
桂春団治（舘直志） 1951年
長谷川幸延の小説を戯曲化。上記のような意図的な設定変更をそのまま継承している。松竹新喜劇の、そして大阪喜劇の代表作である。主な登場人物は以下のとおり。
- 桂春団治
- 酒屋「池田や」丁稚（のちに女従業員） 本筋と関係ないところで、桂春団治と俄のような軽妙なやり取りがあり、笑いを取る。若き日の藤山寛美はこの役で才能を見込まれ、出世した。
- 第一の妻 おたま（劇作上の架空人物）
- 第二の妻 京都のおとき 唯一、春団治の子を宿す（実録の東松トミ）
- 第三の妻 炭屋町の後家おりう（実録の岩井志う）

第一バージョン（舘直志版）前編 1951-1962年 「桂春団治」「先代桂春団治」
長谷川幸延の原作を、主演の2代目渋谷天外自身（＝舘直志）の脚色で戯曲化した。はじめは「前編」しか存在しなかった。4本狂言のひとつに過ぎず、ごく短いものだった。ストーリーは春団治が第三の妻（後家）に走り第二の妻（おとき）を捨てるまで。
- 桂春団治=2代目渋谷天外
- 酒屋「池田や」丁稚=藤山寛美

第一バージョン（舘直志版）前・後編 1952-1962年 「桂春団治」「初代桂春団治」
初演が好評であったため、後編が作られた。ストーリーは春団治が死ぬまで。有名な「人力車」を使った演技はここで登場した。戯曲（前・後編）の全文は2代目天外の自伝『わが喜劇』に収められている。
- 桂春団治=2代目渋谷天外
- 酒屋「池田や」丁稚=藤山寛美

前後編が新派・新国劇合同公演として、1966年10月に歌舞伎座で上演されている。
- 桂春団治 = 辰巳柳太郎
- 酒屋池田屋= 坂東吉弥（2代目）
- 力三 = 市村竹之丞

第二バージョン（平戸敬二版） 1980-1992年「桂春団治」「笑艶 桂春団治」「笑説 桂春団治」
18年後の松竹新喜劇は座長が藤山寛美に替わっていた。舘直志脚色の第一バージョンを平戸敬二の補綴・脚本により完全に書き換えて、座長藤山寛美一人にスポットライトを浴びせた。
- 桂春団治=藤山寛美

1989年大阪での松竹新喜劇興行で上演した際に、おときに新派から波乃久里子を招聘し、酒屋「池田や」の従業員を男性から女性に替えて、藤山直美を起用した。翌年、寛美が早すぎる死を迎える。追悼公演で、松竹新喜劇は、春団治役に、当時波乃久里子と恋人関係にあった5代目中村富十郎を起用した（東京・新橋演舞場）。その後、新生松竹新喜劇が一回だけ上演し、春団治は新座長の3代目渋谷天外が務めた。
第三バージョン（宮永雄平版） 2004年-   「桂春団治」「夢噺 桂春団治」「浮世噺 桂春団治」
この版から松竹新喜劇の上演ではなくなる。藤山寛美十三回忌追善のため、大阪では沢田研二を、東京では中村勘三郎 (18代目)を起用して、藤山直美と二枚看板で興行を行うことになった。演出の宮永雄平が、平戸敬二補綴の第二バージョンを潤色しリメイクした。前半部に架空のエピソードを挿入し、大詰め幕切れで桂春団治とおとき（藤山直美）が並び立つようにした。
- 桂春団治=沢田研二、18代目中村勘三郎
- おとき=藤山直美

2007年に沢田研二を再起用して再演した。その初日(4月3日)、宮永雄平は亡くなった。死因は胃癌、奇しくも、初代桂春団治と同じであった。
ある落語家の一生（竹内伸光） 1969年2月 梅田コマ劇場
- 桂春団治=藤田まこと

新桂春団治（土井行夫） 1970年1月 新歌舞伎座
- 桂春団治=森繁久弥

春団治恋ぐるい（逢坂勉） 1978年11月 三越劇場
- 桂春団治=笑福亭仁鶴

春やん恋しぐれ（塩田誉之弘） 1984年9月 新歌舞伎座
- 桂春団治=山城新伍

おあきと春団治～お姉ちゃんにまかしとき～（寺田夢酔） 2021年5月 大阪松竹座
- 桂春団治=西川忠志

### 評伝
- 『すかたん名物男』（花月亭九里丸・編、松竹芸能（新生プロダクション）刊）- 抱腹絶倒のいわゆる“春団治”伝説がまとめられた決定版。元々九里丸が高座の枕で語っていたネタ「春團治噺」全6話が元になり吉本の文芸部に所属していた穐村正治らとともによって綴られた本。後年伝えられたエピソードのすべてはこの本を典拠としているが、他人のエピソードのいくつかを春団治のものとしてしまっており、かつ、話を面白く膨らませているため、信頼性は薄い。春団治に私淑する花月亭九里丸が自らスポンサーを見つけ、編集して発刊した。松竹芸能が形式上の出版元となった。
- 『桂春団治』（富士正晴）- 雑誌に公表した原稿に加筆して単行本化。専ら事実の考証を旨としているので、信頼性は高い。実証性を問うのであれば、まず第一に参考とすべきものである。
- 『あかんたれ一代―春団治無法録』（井上友一郎）1976年刊 - 1962年2月から読売新聞に連載されていたのを1976年に書籍化。

### 映画
- 世にも面白い男の一生 桂春団治（1956年、宝塚映画、監督・木村恵吾、主演・森繁久弥）※未ビデオ・DVD化
- 色ごと師春団治（1965年、東映、企画・俊藤浩滋、監督・マキノ雅弘、主演・藤山寛美）※未ビデオ・DVD化 寛美が実質破産状態で劇界から追放されていたときの作品

### 浪曲
- 桂春団治 赤い俥（初代京山幸枝若）

### 楽曲
- 浪花しぐれ 「桂春団治」（唄・初代京山幸枝若、作詞・渋谷郁男、作曲・村沢良介）
- 浪花恋しぐれ（唄・都はるみ&岡千秋、作詞・たかたかし、作曲・岡千秋）
有名な「芸のためなら女房も泣かす／それがどうした文句があるか」というフレーズで知られる。

### テレビドラマ
- 初代 桂春団治（1964年、NHK大阪）
「お好み新喜劇」枠。桂春団治（演：藤山寛美）、おたま（演：酒井光子）、おとみ（演：中村あやめ）、医者（演：二代目渋谷天外）、車夫（演：曾我廼家五郎八）ほか。NHKアーカイブスに保存されている[13]。
- 連続テレビ小説 わろてんか （2017年 - 2018年、NHK大阪）
登場人物の月の井団吾（演：波岡一喜）は春団治をモデルとしており「赤い人力車」のエピソードが劇中で描かれている。なお主人公の夫は春団治の本名と同じ藤吉（演：松坂桃李）である。
- 連続テレビ小説 おちょやん（2020年 - 2021年、NHK大阪）
劇団「鶴亀新喜劇（松竹新喜劇をモデルにしている)」の芝居として『桂春團治』の舞台（上記舞台作品をモデルにしたもの）が登場する。舞台で春団治を演じているのは二代目天海天海（演：成田凌)、池田屋丁稚が松島寛治（演：前田旺志郎）、幕切れで力三を演じているのは須賀廼家天晴（演：渋谷天笑（2代目））。

## 影響
借金・女遊び・酒乱といった春団治の伝説は、物語として定着するに従い、関西における「破滅型天才芸人」の代表にして定型といえる存在となり、横山やすし、藤山寛美、やしきたかじんなどの初代春団治をリアルタイムで知らぬ後世の関西の芸能人にまで多大な影響を与えた。また、豪快なキャラクターの人物を春団治になぞらえる例がある。たとえばプロ野球選手の川藤幸三は「球界の春団治」と呼ばれた（川藤は酒好きではあったが、最低年俸で契約してもらったエピソードが知られるなど、金遣いが荒いわけではなかった）。
1960年代以降に上方落語で観客を爆笑させる芸風で一世を風靡した落語家として3代目笑福亭仁鶴と2代目桂枝雀がいるが、仁鶴は初代春団治のSPレコードを聴いたことが上方落語に興味を持つ契機となり、枝雀は「もし誰か一人だけに会わせてやるといわれたら、ぼくは初代（引用者注：春団治）というお人には一度会（お）うてみたいと思うねん」と言うほど晩年まで初代春団治への敬意を抱き続けていた。4代目桂文我は2006年の著書で初代春団治について「『平成の今日まで、上方の噺家で影響を受けていない者は一人もいない』と言っても過言ではないほど、後世に絶大な影響を与える噺家になった」と記している。